# Gunnar Eskeland
Gunnar Eskeland (født 27. december 1959) er professor i økonomi ved Norges Handelshøyskole i Bergen. 
Eskeland arbejder især med klimaspørsmål. Han har en doktorgrad fra samme den samme højskole. Han har arbejdet i Verdensbanken, med særlig fokus på udviklingslande, og har tidligere også arbejdet ved CICERO Senter for klimaforskning.